# Treasure Act

Le Treasure Act est une loi du Parlement britannique qui obtient le consentement de la reine Élisabeth II le 4 juillet 1996. 
Elle se limite aux objets découverts (et donc précédemment enfouis) dans les sols de l'Angleterre, d'Irlande du Nord et du pays de Galles — l'Écosse en étant exclue. Selon cette loi, toute personne découvrant de façon fortuite un « trésor » (au sens de découverte archéologique et d'intérêt patrimonial cuturel), sur un de ces territoires doit le déclarer au coroner le plus proche dans les quatorze jours suivant la mise à jour. 
Une enquête est alors menée pour déterminer si les objets découverts forment bien un trésor (au sens défini par cette même loi). Dans ce cas, le Treasure Valuation Committee, un organisme d'experts indépendants, est chargé de déterminer la valeur marchande du trésor, en vue de son acquisition éventuelle par un musée. 
Si aucun musée ne désire acheter le trésor à ce prix, l'« inventeur » (celui qui a découvert le trésor) peut en disposer.

## Acquis et lacunes
Le Treasure Act repose sur la responsabilisation des découvreurs et les règles suivantes :
- tout découvreur potentiel doit entrer en contact avec le conseiller archéologique régional ;
- il doit respecter le droit de propriété des terrains : si la personne n'est pas elle-même propriétaire du terrain, aucune fouille n'est autorisée, à moins de disposer d'un document écrit autorisant la fouille, signé par le propriétaire (personne privée, institution) lequel adhère en principe à la charte prévue par la loi de 1996 ;
- il ne doit pas dégrader le terrain ;
- il doit géolocaliser sa trouvaille et ne pas chercher à la restaurer lui-même ;
- il doit arrêter la fouille en cas de découverte d'un dépôt archéologique important, de restes humains ou d'explosifs et contacter les autorités compétentes.

Son application a permis une augmentation des déclarations des découvertes archéologiques et leur  cartographie, avec la mise en place en 1997 du Portable Antiquities Scheme (PAS).
Les limites en sont cependant apparues. Si un certain nombre de personnes ont respecté l'esprit de la loi, d'autres l'ont également contourné.
Ce système est critiqué par certains archéologues, britanniques ou étrangers, qui le voient comme un encouragement au pillage archéologique, hautement destructeur du cadre, du contexte et du terrain. Pete Wilson, responsable du Département de recherche scientifique des antiquités romaines, pour l'English Heritage, a observé que l'accent mis sur la valeur financière des découvertes attirait un public de plus en plus large de prospecteurs beaucoup plus attachés à l'appât du gain qu'à un quelconque intérêt patrimonial. De quatre à cinq cents objets déclarés d'origine britannique ont ainsi été mis en vente en ligne chaque jour durant l'année 2009. Le Crosby Garrett Helmet (en), un casque de cavalier romain désigné du nom de son découvreur, a fait l'objet d'une restauration rapide, contre l'avis même du Portable Antiquities Scheme, avant sa vente en octobre 2010 chez Christie's, pour deux millions de livres sterling. L'enchainement de ces actions a empêché tout examen poussé de l'objet et mené à la perte de nombreuses informations.
De plus, la provenance des « trésors », terme ambigu contesté par les archéologues, ne peut pas être assuré. Ainsi, des biens déclarés au Treasure Act peuvent en réalité provenir d'un endroit différent du lieu mentionné, voire d'autres pays, comme la France ou l'Italie.
Par ailleurs, le Treasure Act n'a pas fait cesser les actions des pilleurs clandestins, surnommés nighthawkers (les « noctambules », pilleurs agissant de nuit). La police a ainsi constaté plus de deux cent quarante raids entre 1995 et 2008, quatre-vingt-huit ayant porté sur des sites protégés. Cette situation a mené à la publication d'un ouvrage sur le sujet par l'English Heritage en 2009 et d'articles de presse sur les déprédations des nighthawkers et le pillage « habituel » des sites archéologiques au détecteur de métal.
Le Treasure Act a pour finir fait l'objet d'un débat au Parlement britannique, particulièrement sur ses insuffisances et le problème des ventes en ligne d'objets archéologiques

## Statistiques
De 1996 à 2016, 14 000 déclarations ont été enregistrées, et sur ce, 40 % des objets déclarés se sont retrouvés dans un musée du Royaume-Uni. Rien que pour l'année 2016, 1 120 objets ont été déclarés, ce qui constitue le nombre le plus élevé à l'année, jamais enregistré.